# Kraftwerk Vernayaz (SBB)
Das SBB-Kraftwerk Vernayaz wurde 1928 in Betrieb genommen. Es liefert Einphasenwechselstrom mit einer Frequenz von 16,7 Hz für die Bahnstromversorgung der Westschweiz und der Simplonlinie.

## Geschichte
Das Kraftwerk Vernayaz ist die zweite Stufe der Kraftwerkgruppe Barberine-Vernayaz. Sein Bau wurde mit dem 1923 genehmigten Programm zur beschleunigten Elektrifizierung des SBB-Netzes beschlossen.
Das Kraftwerk ging im Januar 1927 in Betrieb. Im Maschinenhaus standen bei Betriebsaufnahme fünf Peltonturbinen, jede mit einer Leistung von 19 800 PS. Vier davon erzeugten die 16 2/3 Hz-Bahnstrom, eine 50 Hz-Industriestrom. Die Gesamtleistung des Werkes betrug somit 99 000 PS. Der Einbau einer sechsten Turbine war vorgesehen.
In den 1940er-Jahren wurde das Kraftwerk auf die heutige Konfiguration mit drei Pelton-Turbinen umgebaut. Sie stammten von den Ateliers des Charmilles SA in Genf.

## Technik
Das Wasser der zum Lac d’Emosson aufgestaute Barberine wird in dem zweistufigen Kraftwerk Barberine-Vernayaz verarbeitet. Die erste Stufe wird durch das Kraftwerk Châtelard-Barberine gebildet, die zweite Stufe durch das Kraftwerk Vernayaz. In dieser werden neben dem Abfluss aus dem Kraftwerk Châtelard-Barberine auch das Wasser der Eau Noire und der Trient verarbeitet, wobei dieses vor der Einleitung in den Zulaufstollen vom Nebenkraftwerk Trient verarbeitet wird. Der Zulaufstollen mündet bei Les Marécottes in ein Ausgleichsbecken, von wo ein Druckstollen zum Wasserschloss in Les Granges führt, wo die Druckleitung zur Zentrale beginnt.
In der Zentrale in Vernayaz sind drei Maschinensätze untergebracht, die aus einer zweidüsigen horizontalen Peltonturbine und einem Synchrongenerator bestehen – zwei Maschinensätze haben eine Leistung von 40 MVA, einer eine solche 27 MVA. Die Turbinen arbeiten mit einer Fallhöhe von 645 m, die Drehzahl der Maschinensätze beträgt 501 min−1. Der erzeugte Einphasenwechselstrom hat eine Frequenz von 16,7 Hz und wird für die Stromversorgung der Fahrleitungen der Eisenbahn verwendet. Bei Volllast fliessen pro Sekunde 17,4 m³ Wasser durch die Zentrale.